# Эрим, Нихат
Исмаил Нихат Эрим (тур. Nihat Erim; 30 ноября 1912, Кандыра, Османская империя — 19 июля 1980, Стамбул, Турция) — турецкий политический, государственный и общественный деятель. Премьер-министр Турции (1971—1972).
Вице-премьер-министр Турции (1949—1950).
Депутат Великого национального собрания Турции пяти созывов (1943—1950 и 1961—1973), дипломат, юрист, журналист, редактор, издатель, педагог. Профессор Университета Анкары. Доктор права.

## Биография
Выпускник Галатасарайского лицея и юридического факультета Стамбульского университета (1936). Продолжил учёбу в Парижской юридической школе. Получил докторскую степень (1939). Вернувшись на родину, в 1939 году стал доцентом, с 1942 года — профессор юридического факультета Университета Анкары .
В 1943 году назначен советником по правовым вопросам Министерства иностранных дел. Был членом турецкой делегации на конференции по созданию ООН в Сан-Франциско в 1945 году.
С 1943 года — член парламента Турции от Республиканской народной партии. В 1949 году занял пост министра общественных работ, затем — вице-премьер-министра.
С 1950 года работал главным редактором и ведущим журналистом газеты «Ulus» («Нация»). После закрытия газеты правительством, в 1953 году продолжил издавать свою собственную газету «Yeni Ulus-Halkçı». В 1956 году участвовал в переговорах по Кипру в Лондоне. В том же году он был избран членом турецкого филиала Европейской комиссии по правам человека, проработал на этой должности до 1962 года.
В 1959 году после достигнутых Цюрихского и Лондонского соглашений возглавлял турецкий комитет по подготовке конституции Кипра. Продолжал юридические консультации турецких комитетов на переговорах по Кипру в Организации Объединенных Наций.
После Государственного переворота в Турции (1960) продолжил быть членом парламента Турции. В 1961—1970 годах — представитель Турции в Совете Европы, в 1961 году был избран заместителем генерального секретаря СЕ. В 1969 году стал членом Комиссии международного права ООН в Гааге, Нидерланды.

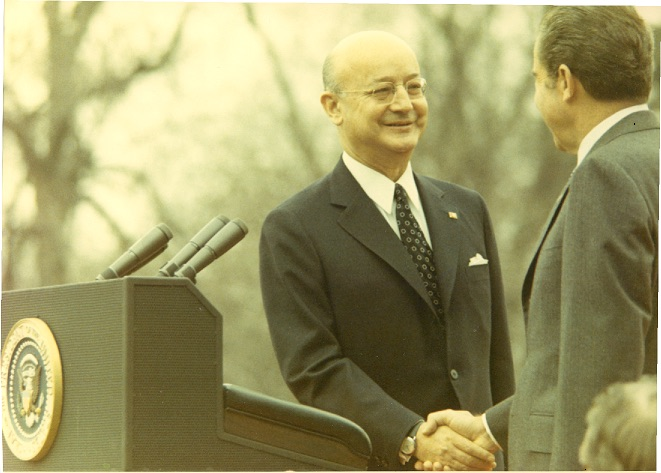
Нихат Эрим во время визита в Вашингтон

В 1971 году после государственного переворота в Турции был назначен Премьер-министром Турции с задачей сформировать коалиционное правительство «национального единства». При нём началась борьба с левыми, была запрещена Рабочая партия Турции.
19 июля 1980 года был застрелен двумя боевиками. Ответственность за нападение взяла на себя леворадикальная турецкая группа «Революционная народно-освободительная партия-фронт». Убийство Н. Эрима ускорило переворот 12 сентября 1980 года генерала Кенана Эврена. Убийство Эрима было частью волны политического насилия в Турции в конце 1970-х годов между левыми марксистскими и правыми ультранационалистическими группами.
Похоронен на кладбище Зинджирликую.